# Francis Kasonde
Pour les articles homonymes, voir Kasonde.
Francis Kasonde, né le 1er septembre 1986 à Kitwe, est un footballeur international zambien.
Il participe à la Coupe d'Afrique des nations 2008 puis à la Coupe d'Afrique des nations 2010 avec l'équipe de Zambie.

## Carrière
- jan.-déc. 2004 :  ZESCO United FC[2]
- jan. 2005-2009 :  Power Dynamos
- 2009-2010 :  Al-Suwaiq
- 2010-2011 :  Al-Hazm Rass
- 2011-déc. 2011 :  Power Dynamos
- jan. 2012-jan. 2014 :  Tout Puissant Mazembe
- fév. 2014-2014 :  Hapoël Raanana
- août 2014 :  Salgaocar SC

## Palmarès
- Coupe d'Afrique des nations 2012
- 39 sélections (2 buts)[2]